# Dămuc
Dămuc – wieś w Rumunii, w okręgu Neamț, w gminie Dămuc. W 2011 roku liczyła 2018 mieszkańców.